# Consell regional (Israel)
El consell regional és un tipus d'administració territorial d'Israel que governa pobles i comunitats rurals localitzades en una àrea relativament propera. Cada comunitat, que no sol superar els 2.000 habitants, és gestionada per un comitè local que envia representants al consell administratiu regional. El Ministeri de l'Interior israelià reconeix tres tipus d'administració local: ciutat, consell local i consell regional. Existeixen 54 consells regionals.

## Consells regionals

### Districte de Jerusalem
- Matte Yehuda

### Districte del Nord
| - Alta Galilea - Al-Batuf - Bustan Al-Marj - Merom de Galilea - Mevuot HaHermon - Emeq HaYarden - Baixa Galilea - Emek HaMayanot | - Guilboa - Meguidó - Vall de Jizreel - Maale Yosef - Matte Asher - Misgav - Golan |

### Districte de Haifa
- Costa del Carmel
- Zabuló
- Al·lona
- Consell Regional de Menashe

### Districte Central
| - Costa de Saron - Émeq Héfer - Lev ha-Xaron - Drom ha-Xaron - Hével Modiín - Émeq Lod | - Guèzer - Brenner - Gan Rave - Guederot - Nahal Soreq - Regió de Jabneel |

### Districte del Sud
| - Beer Tuvia - Joab - Laquix - Regió d'Ascaló - Xaar del Nègueb - Xafir - Alts del Nègueb | - Arabà Central - Bené Ximon - Eixcol - Merhavim - Regió d'Elot - Tamar - Sdot Négueb |

### Àrea de Judea i Samaria
- Gush Etzion
- Har Hebron
- Matte Binyamin
- Megilot
- Shomron
- Bikat HaYarden